# يحيى عتين
يحيى عتين لاعب كرة قدم سعودي.

## مسيرة اللاعب
كانت بداياته في نادي رأس تنورة و بعدها إنتقل إلى الاتفاق أعاره الاتفاق إلى النادي الأهلي في عام 2012 لمدة موسم ووقع مع نادي الرائد في عام 2018 و وقع مع نادي النهضة في عام 2019 و وقع مع نادي الخليج في عام 2020 و انتقل إلى نادي النعيرية في عام 2022.

## روابط خارجية
- يحيى عتين على موقع Soccerway.com (الإنجليزية)